# كودي مكاي
كودي مكاي (بالإنجليزية: Cody McKay)‏ هو لاعب كرة قاعدة أمريكي، ولد في 11 يناير 1974 في فانكوفر في كندا.